# Площадь Победы (Иваново)
Пло́щадь Побе́ды — площадь во Фрунзенском районе города Иваново.

## История

Памятный знак в честь 40-летия победы в Великой Отечественной войне (1985—2012)

До 1950 года носила название Лесная, затем была переименована в честь русского революционера-большевика Михаила Багаева (1874—1949). В мае 1985 года на площади был сооружен памятник в честь 40-летия Победы в Великой Отечественной войне. В честь этого события площадь была переименована в «Площадь 40-летия Победы». Памятная стела была возведена за три недели и из недорогих материалов (керамический кирпич, из-за чего в народе получила прозвание «печь»). Впоследствии, временную стелу планировалось заменить на более основательный монумент, но в связи с тем, что в городе был поставлен Памятник Героям фронта и тыла на Проспекте Фридриха Энгельса, реконструкция существующего памятника на площади Победы была отложена на неопределённое время.
В 2007 году на площади рядом с памятником началось строительство храма в честь великомученика Георгия Победоносца, которое завершилось в 2012 году. 27 июня 2012 года по решению Ивановской городской Думы площадь была переименована в «Площадь Победы». Также было принято решение о переносе существующего памятника, возведении нового монумента и благоустройстве площади.
В сентябре 2012 года начались работы по переносу памятника «40-летия Победы» и реконструкции площади. Перенос памятника Героям Великой Отечественной войны вызвал бурную реакцию в СМИ (см. Викиновости).
12 сентября 2012 года на сайте Ивановской митрополии было опубликовано официальное заявление пресс-службы Главы Ивановской митрополии, в котором было сказано, что памятник будет отреставрирован и перенесён на территорию школы № 38 города Иваново (Феодоровская общеобразовательная школа), что и было выполнено.
В этот же день Информационно-аналитическое управление Администрации города Иваново опубликовало подтверждение о переносе памятника.
В октябре 2012 года были проведены работы по благоустройству площади:
- демонтаж временного памятного знака;
- устройство с облицовкой гранитными плитами постамента для установки памятника Георгию Победоносцу;
- устройство плиточного тротуарного покрытия с установкой поребрика;
- устройство ливневой канализации открытого типа;
- устройство тротуара из асфальтобетонной смеси;
- устройство парковки.

6 ноября 2012 года в честь празднования Дня народного единства состоялось открытие скульптуры Георгию Победоносцу.

## Архитектура
К площади примыкают улицы: Багаева, Богдана Хмельницкого, Варенцовой, Красной Армии, Палехская. На площади расположены здания в стиле конструктивизма, построенные, в основном, в 1930-е 1950-е годы:
- Торговый центр «Полёт» (бывшие производственные корпуса ОАО «Полёт» Ивановский парашютный завод).
- Продовольственный супермаркет «Экстра» (бывшее здание Облпотребсоюза)[12][13].
- Ивановская центральная городская библиотека имени Якова Гарелина (ранее имени Максима Горького).
- Здание Управления Министерства юстиции России и УФССП по Ивановской области[14]